# William Robinson Clarke
Pour les articles homonymes, voir William Clarke.
William Robinson Clarke, né le 4 octobre 1895 à Kingston et mort dans cette même ville le 26 avril 1981, est un aviateur militaire jamaïcain.
Il est qui a été le premier pilote noir à voler pour le Royaume-Uni,. Cela s'est fait lors de la Première Guerre mondiale dans le Royal Flying Corps (RFC).